# Фреккенфельд
Фреккенфельд (нім. Freckenfeld) — громада в Німеччині, розташована в землі Рейнланд-Пфальц. Входить до складу району Гермерсгайм. Складова частина об'єднання громад Кандель.
Площа — 11,13 км2. Населення становить 1563 ос. (станом на 31 грудня 2020).